# Adam LaVorgna
Adam LaVorgna (1 de marzo de 1981) es un actor estadounidense, conocido por su papel en la serie televisiva Brooklyn Bridge y en las películas Un regalo para papá, The Beautician and the Beast y I'll Be Home for Christmas, y como Robbie Palmer en la serie de televisión 7th Heaven.

## Primeros años
LaVorgna nació cerca de New Haven, en North Branford, Connecticut, es hijo de Sandra (née Schnepf), una profesora universitaria y de Joseph LaVorgna, un ayudante de director de escuela secundaria. Criado con sus tres hermanos en North Branford, LaVorgna ha aparecido en televisión y películas desde los tres años, cuando debutó en la serie As the World Turns.
Otro trabajo televisivo suyo incluyó interpretar a un joven Frank Sinatra a los diez años en la miniserie Sinatra y un papel en la miniserie el Degree of Guilt and Blood Brothers: The Joey DiPaolo Story, además de en un episodio de la serie de HBO Lifestories: Families in Crisis.
LaVorgna estudió la secundaria en el internado Avon Old Farms, en Connecticut. Se matriculó en el Boston College, antes de salir de él pasado su primer año para dedicarse a la actuación, en concreto, en la serie 7th Heaven.
Se recibió de Bachiller en la Universidad de Fairfield en Fairfield, Connecticut.

## Carrera
LaVorgna protagonizó junto a Nicholas Scamperelli la serie Brooklyn Bridge, por la que recibió en 1993 el premio a Mejor Joven Actor en una Película. Posteriormente se unió a 7th Heaven como actor regular interpretando a Robbie Palmer. Abandonó la serie en el 2002.
En la pantalla grande, LaVorgna actuó en I'll Be Home for Christmas con Jonathan Taylor Thomas y Jessica Biel; The Beautician and the Beast con Fran Drescher; Un regalo para papá con Melanie Griffith y Ed Harris; Monkey Trouble y Blast. También ha aparecido en dos producciones independientes, Outside Providence y The Bumblebee Flies Away...
LaVorgna está protagonizando el largometraje independiente llamado Off-Time, para ser lanzado en 2015-2016 y es el protagonista de Masterless (2015), dirigido por Craig Shimahara.

## Vida personal
LaVorgna y Jessica Biel tuvieron una relación fuera de la pantalla después de conocerse en el set de la película I'll Be Home for Christmas en 1998 y rompieron en el verano del 2001.
LaVorgna reside en la Ciudad de Nueva York, pero todavía disfruta de visitar a sus padres en Connecticut cuando puede. En su tiempo libre, le gusta participar en una variedad de deportes, particularmente hockey, junto a sus amigos.